# Oxoacide
 (octobre 2015).
Si vous disposez d'ouvrages ou d'articles de référence ou si vous connaissez des sites web de qualité traitant du thème abordé ici, merci de compléter l'article en donnant les références utiles à sa vérifiabilité et en les liant à la section « Notes et références ».

Symbole GHS d'oxoacidificant

Un oxoacide (ou oxacide, ou oxyacide) est un acide contenant de l'oxygène. Plus précisément, c'est un composé de formule générique HxXOy où X est un élément quelconque autre que l'oxygène ou le fluor (plus électronégatif que l'oxygène). En général, plus le rapport y/x est important et plus l'acide est fort. Les sels des oxoacides sont des oxysels.
Les oxoacides s'opposent aux hydracides (qui ne comportent pas d'oxygène), comme les halogénures d'hydrogène HX (où X est un halogène).

## Description

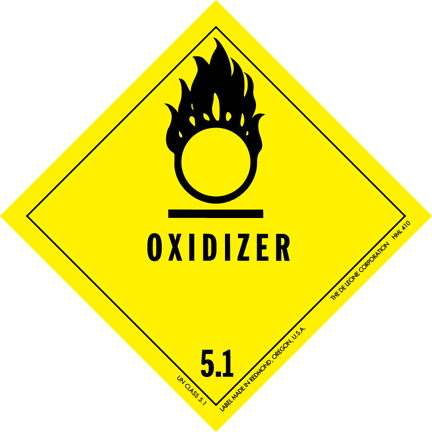
Symbole international Matière dangereuse pour oxoacide

Ce sont généralement des produits de l'hydratation d'un oxyde, ce dernier peut parfois être régénéré par simple chauffage d'un sel de l'acide (CO2 à partir de carbonates). Certains ont une importance capitale en chimie : acide sulfurique et acide nitrique en chimie lourde, acide chromique et acide permanganique en chimie analytique (surtout leurs bases conjuguées), acide perchlorique en pyrotechnique, acide carbonique et acide silicique en minéralogie (là aussi surtout leurs bases conjuguées), acide phosphorique en biologie, etc.
On les utilise pour plusieurs de leurs propriétés :
- ils sont acides, certains avec des acidités multiples, ce qui permet d'en faire des donneurs d'ions H+ (hydrons) voire des solutions tampon de pH ;
- ils ont des propriétés d'oxydants ou de réducteurs dues au fait que certains composés peuvent exister sous différents degrés d'oxydation ;
- ils font de bons agents complexants et sont même utilisés pour précipiter certains métaux en solution.

Il existe une nomenclature spéciale pour les désigner ainsi que leurs bases conjuguées.

### Oxoanions
Les oxoanions (ou oxanions, ou oxyanions) sont les anions polyatomiques qui contiennent de l'oxygène, dont la formule générique est AxOyz–. Ce sont les bases conjuguées des oxoacides. Cependant, l'acide conjugué d'un oxoanion n'est pas toujours isolable, souvent pour des raisons électrochimiques pour les formes très oxydées de métaux.